# Павлівка (колишнє село, Новоукраїнський район)
Павлівка — колишнє село в Україні, підпорядковувалося Кропивницькій сільській раді Новоукраїнського району Кіровоградської області.
Виключене з облікових даних рішенням Кіровоградської обласної ради від 4 листопада 2005 року.

## Населення
Згідно з переписом УРСР 1989 року в селі було відсутнє наявне населення.
За переписом населення України 2001 року в селі ніхто не мешкав.